# Jorge Lendeborg Jr.

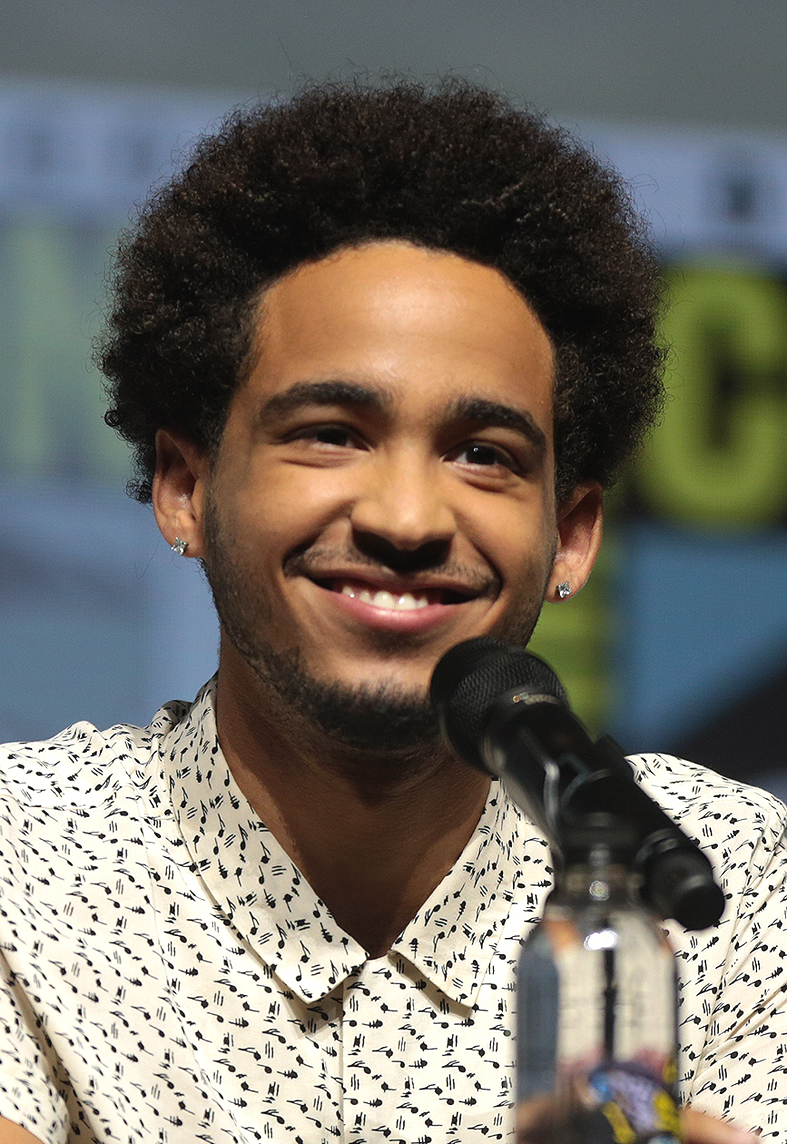
Jorge Lendeborg Jr. auf der Comic-Con in San Diego im Juli 2018

Jorge David Lendeborg Jr. (* 21. Januar 1996 in Santo Domingo, Dominikanische Republik) ist ein dominikanisch-US-amerikanischer Schauspieler.

## Leben und Karriere
Jorge Lendeborg Jr. wurde in der dominikanischen Hauptstadt Santo Domingo geboren und übernahm im Jahr 2014 seine erste Schauspielrolle bei einem Auftritt in der kurzlebigen Serie Graceland. Sein Filmdebüt gab er 2016, als er sogleich die Hauptrolle des Cisco in The Land übernahm. Eine Rolle in Die Abenteuer von Brigsby Bär folgte. 2017 war er in der Marvel-Verfilmung Spider-Man: Homecoming in der Rolle des Schülers Jason Ionello zu sehen. Die Rolle übernahm er auch in der Fortsetzung Spider-Man: Far From Home.
2018 war Jorge als Nick in Love, Simon zu sehen und spielte im Transformers-Spin-off Bumblebee neben Hailee Steinfeld zudem die männliche Hauptrolle. 2019 war er als Tanji in James Camerons Alita: Battle Angel zu sehen. In seinen beiden größten Kinoerfolgen wurde er vom deutschen Sprecher Kaze Uzumaki synchronisiert.

## Filmografie
- 2014: Graceland (Fernsehserie, Episode 2x04)
- 2016: The Land
- 2017: Die Abenteuer von Brigsby Bär (Brigsby Bear)
- 2017: Spider-Man: Homecoming
- 2017: Shot
- 2018: Love, Simon
- 2018: Bumblebee
- 2019: Alita: Battle Angel
- 2019: Spider-Man: Far From Home
- 2019: Wu-Tang: An American Saga (Fernsehserie, 3 Episoden)
- 2020: Critical Thinking
- 2021: Boogie
- 2021: Night Teeth